# Markus Schmidt-Märkl
Pour les articles homonymes, voir Märkl.
Markus Schmidt-Märkl, né en 1959 à Hombourg, est un réalisateur allemand ayant principalement travaillé pour la télévision.

## Filmographie

### Réalisateur
- 2000 : Au rythme de la vie (Gute Zeiten, schlechte Zeiten)
- 2001 : Marienhof
- 2005-2007 : Le Tourbillon de l'amour
- 2005-2007 : Le Destin de Lisa
- Depuis 2007 : Dahoam is dahoam

### Directeur de la photographie
- 1994 : Kleiner Mann ganz groß